# Mònica Calzetta Ruiz
Mònica Calzetta Ruiz (Ginebra, 29 de novembre de 1972) és una jugadora d'escacs balear, que té el títol de Gran Mestre Femenina (WGM) des de l'any 2003. El 2023 es va proclamar Campiona del món en la categoria femenina sènior (+50).
Ha estat una de les millors jugadores estatals des de mitjans dels anys 1990 fins a l'actualitat, i ha guanyat set cops el Campionat d'Espanya femení. Filla de pare italià i mare espanyola, quan tenia sis anys la seva família es va traslladar a Palma, on encara hi resideix. Està casada amb el Mestre Internacional Sergio Estremera Paños.
A la llista d'Elo de la FIDE del desembre de 2023, hi tenia un Elo de 2253 punts, cosa que en feia la jugadora número 324 (en actiu) de l'estat espanyol. El seu màxim Elo va ser de 2386 punts, a la llista de setembre de 2009 (posició 1 al rànquing estatal).
El gener de 2009, amb un Elo de 2371 punts, va aconseguir entrar en el top 100 femení mundial, el rànquing més elevat mai assolit per una jugadora espanyola.

## Resultats destacats en competició
El 1992 va ocupar el quart lloc al Campionat del món d'estudiants jugt a Anvers. El 1995 va participar en el Torneig Interzonal femení de Chişinău, i va guanyar el torneig obert de Chambéry. El 1999, va participar en el Torneig Zonal de Saint-Vincent, en el qual es va classificar per al cicle del Campionat del món d'escacs femení de l'any 2000, a Nova Delhi, on en un torneig per sistema KO va perdre en el matx de primera ronda contra Corina-Isabela Peptan, essent elimimada El 2006, va obtenir el tercer lloc al torneig obert de Chambéry (rere el campió Yuri Solodovnichenko i József Horváth). El 2008, novament a Chambéry, obtingué un excel·lent tercer lloc al 1r Master de Chambéry (rere el campió Mikhaïl Ivanov i Yuri Solodovnichenko), un torneig en què completà la norma definitiva pel títol masculí de Mestre Internacional.
Calzetta ha participat moltes vegades en les finals del Campionat d'Espanya femení individual, i l'ha guanyat en set ocasions (1997, 2000, 2002, 2004, 2005, 2007, 2009) i obtenint dos subcampionats (1996, 1999).
Degut als seus bons resultats esportius, el 2009 el conseller d'Esports i Joventut del Govern de les Illes Balears, Mateu Cañellas, signà un contracte de patrocini entre la Fundació Illesport i Mònica Calzetta, corresponent a la temporada 2009. El 2010 es va proclamar campiona femenina de la Unió Europea, en un torneig celebrat a Arvier (Vall d'Aosta), entre el 4 i el 12 de setembre.
El 2023 es va proclamar Campiona del món en la categoria femenina sènior (+50), a Terrasini, Sicília, poc després que hagués estat polèmic el fet de no anar convocada amb la selecció espanyola femenina que havia de disputar el Campionat d'Europa per equips.

### Participació en competicions per equips
Calzetta ha representat Espanya en les Olimpíades d'escacs celebrades entre 1992 i 2012, (cinc d'elles com a primer tauler) i set cops, entre els anys 1997 i 2011 al Campionat d'Europa d'escacs per equips (3 vegades com a primer tauler)